# Halleluja pfeift das Lied vom Sterben
Halleluja pfeift das Lied vom Sterben (Originaltitel: Giù le mani… carogna!) ist ein Italowestern der billigen Kategorie von Demofilo Fidani. Er wurde im Juni 1972 in deutschen Kinos erstaufgeführt; Alternativtitel sind Halleluja – Der tödliche Schatten, Die Hölle wartet schon auf euch und Die Blutspur des schwarzen Rächers.

## Inhalt
Der alternde Kopfgeldjäger Halleluja/Django gibt im Gespräch mit dem jungen Wild Bill Hickok einige Anekdoten aus seinem Leben zum Besten, die im Wesentlichen aus Raufereien bestehen. Auch beide Gesprächspartner prügeln sich zwischendurch.

## Kritik
„Eine Kolossalgranate von hohen Graden, bei dem Demofilo (Fidani) seine Augiasställe durchmistet und das solchermaßen hervorgezauberte Bildmaterial mit frischen Szenen zusammengepopelt hat. Das Ergebnis vernichtet jede gute Laune im Nu.“

„Ein vom Drehbuch her primitiver Italowestern, der fast ausschließlich aus einer Aneinanderreihung von Schlägereien und Schießereien besteht. Aus diversen anderen Italo-Western zusammengebastelt.“

## Sonstiges
- Der Song „I know my love“ wird gesungen von Mark Wolf.